# Champcevrais
Champcevrais är en kommun i departementet Yonne i regionen Bourgogne-Franche-Comté i norra Frankrike. Kommunen ligger i kantonen Bléneau som tillhör arrondissementet Auxerre. År 2022 hade Champcevrais 311 invånare.

## Befolkningsutveckling
Antalet invånare i kommunen Champcevrais
| Referens: INSEE |